# Westmoreland (Kansas)
Westmoreland – miasto w Stanach Zjednoczonych, w stanie Kansas, siedziba administracyjna hrabstwa Pottawatomie.